# Teigrechen

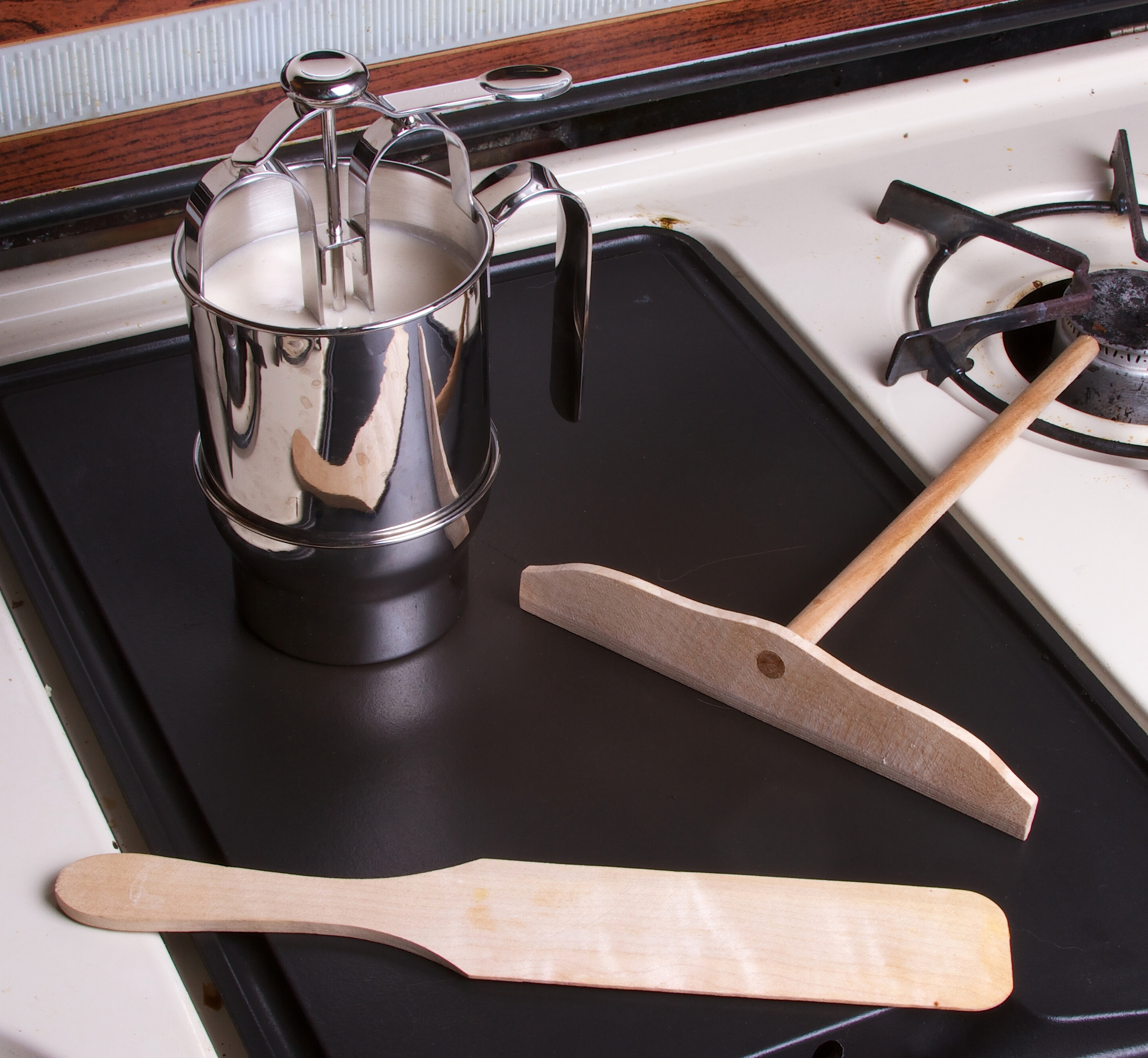
Teigrechen aus Holz und mit rakelartigem Querteil (re.), hier zusammen mit einem Teigspender (mit flüssigem Crêpes-Teig gefüllt) und einer Holzpalette

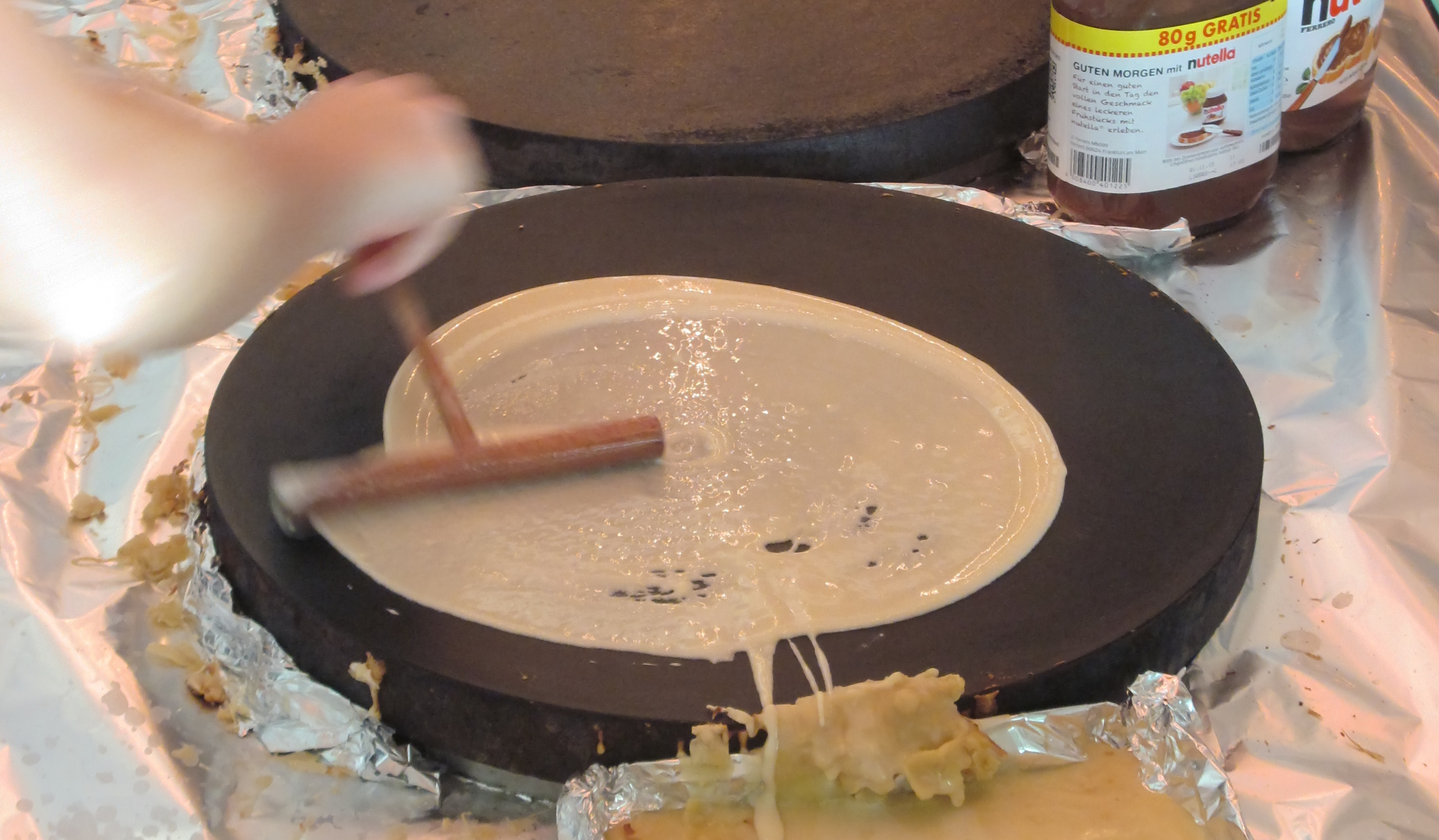
Ausstreichen eines Crêpes-Teigs auf einer heißen Crêpière mit einem Rozell

Ein Teigrechen oder Teigverteiler (auch Teigverstreicher) ist ein meist T-förmiges Küchenwerkzeug zum schnellen und gleichmäßigen Verteilen dünnflüssigen Teiges. Insbesondere im Fachhandel für Gastronomie- oder Konditoreibedarf ist er in verschiedenen Ausformungen und Materialien erhältlich; traditionell besteht er meist aus Buchenholz, inzwischen aber auch ganz oder teilweise aus Edelstahl oder Aluminium. In der Regel ist er ähnlich einem kleinen Rechen ausgebildet: Am Ende eines Griffs aus einem kleinen, dünnen Rundstab befindet sich ein Querteil, das meist aus einem etwas dickeren Rundstab besteht (im französischen dann eine „Rozelle“), teils aber auch rakelartig geformt ist.
Teigrechen werden  in erster Linie für die Herstellung von Crêpes und Galettes (dünner als Pfannkuchen oder Omeletts) auf Crêpières benutzt, aber auch für die Zubereitung in beschichteten Pfannen bzw. speziellen (sehr flachrandigen) Crêpes-Pfannen oder auf Bratplatten. Der erfolgreiche Umgang mit diesem Küchenwerkzeug erfordert in der Regel etwas Übung: Der Teigrechen wird am langen Ende des T-förmigen Werkzeugs angefasst und der Teig dann mit Drehbewegungen des „T-Querstrichs“ verteilt, wodurch es insbesondere möglich wird, den dünnflüssigen Teig sowohl gleichmäßig dick als auch rund zu verteilen und zu formen.